# Reserva natural de la defensa Baterías-Charles Darwin
La reserva natural de la defensa Baterías–Charles Darwin es una de las áreas protegidas desarrolladas en terrenos militares de Argentina. Está ubicada junto a la Farola Monte Hermoso de la Base Naval Puerto Belgrano de la Armada Argentina, al sudoeste de la provincia de Buenos Aires, en el partido de Coronel de Marina Leonardo Rosales. Presenta costas del mar argentino del océano Atlántico, en la entrada nordeste de la bahía Blanca, en una región característica del sector sur de la llanura pampeana. Su destino antes de convertirse en reserva era ser un área extensa de resguardo para la principal base de la Armada Argentina allí situada.

## Creación de la reserva natural de la defensa
La posibilidad de que los territorios asignados a las Fuerzas Armadas argentinas pudieran tener paralelamente una misión en la protección del patrimonio biológico ha sido un anhelo de la comunidad conservacionista de ese país durante décadas. Gestiones de varias ONG permitieron acercar posiciones y el 14 de mayo de 2007 se firmó el Convenio Marco de Cooperación entre el Ministerio de Defensa y la Administración de Parques Nacionales, por el cual se crearon las reservas naturales de la defensa. Este acuerdo permite declarar Espacio de Interés para la Conservación de la Biodiversidad (ENIC) a los territorios de las fuerzas armadas que poseen interés conservacionista, espacios naturales que pasan a ser administrados de forma conjunta por ambas jurisdicciones. Para cada reserva se deben constituir comités locales de gestión. Hasta que no se lo indique en el Plan Rector, las visitas del público en general están vedadas.
La reserva natural de la defensa Baterías-Charles Darwin fue creada el 25 de septiembre de 2013 mediante el protocolo adicional n.º 2 al Convenio Marco de Cooperación entre el Ministerio de Defensa y la Administración de Parques Nacionales por el contraalmirante Gastón Fernando Erice (jefe del Estado Mayor y en representación de la Armada Argentina), Agustín Rossi (ministro de Defensa de la Nación) y Carlos Corvalán (presidente del Directorio de la Administración de Parques Nacionales).
Para permitir acabadamente tanto el cumplimiento de los objetivos de protección de sus recursos biológicos y culturales como el proseguir con las actividades militares que se venían desarrollando en el predio, se acordó la zonificación del área, la cual delimitó la Zona Núcleo de Conservación, y dos Zonas de Operaciones, denominadas: Sudeste y Noroeste.

## Características e historia
Cuenta con una superficie de unas 1000 ha. Es un predio asignado para su uso y administración a la Armada Argentina. Se encuentra en las proximidades de la ciudad de Punta Alta, y a 24 km de la ciudad de Bahía Blanca.
El área constituye el gran centro operativo de la Armada, y apostadero de la Flota de Mar, de la Aviación Naval en la Base Aeronaval Comandante Espora y de la Infantería de Marina en la Base de Infantería de Marina Baterías. Comenzó a ser desarrollada a partir de 1898, ante la necesidad estratégica que condujo hacia el mar austral como empeño político nacional, dentro de un proceso mayor en donde la Escuadra nacional fue paulatinamente convertida en una Escuadra de Mar, y se construyó el Puerto Militar de Bahía Blanca (hoy Puerto Belgrano). Paralelamente se levantaron obras de defensa militar costera, como las cinco baterías de cañones en la entrada de la ría.
Gracias a la iniciativa de Ricardo Caputo y Teresa Manera, del Museo de Ciencias Naturales “Charles Darwin”, de Punta Alta, los valores del área, y su necesidad de protección, se dieron a conocer. También dieron su apoyo otros investigadores de la Universidad Nacional del Sur. Al poco tiempo  la  Dirección de Áreas Protegidas de la provincia de Buenos Aires y la Fundación Félix de Azara recomendaron la creación en esta zona de una unidad de conservación.
La reserva posee valiosos recursos biológicos, arqueológicos, paleontológicos, históricos y culturales, los que se extienden por un tramo de la barranca y de playa ubicada en el extremo oriental de la Base Naval de Puerto Belgrano. Esta zona fue categorizada como un “Área Valiosa de Pastizal” por la Fundación Vida Silvestre Argentina, y por Aves Argentinas y BirdLife International como “Área Importante para la Conservación de las Aves”.
Además posee relevancia internacional por su importancia paleontológica, histórica y cultural, pues entre los años 1832 y 1833 en el llamado “Sitio Farola Monte Hermoso” o “Las Rocas” (situado en el área de barranca y playa) el célebre naturalista inglés Charles Darwin realizó fundamentales exhumaciones de megafauna cuaternaria, las que le brindaron inspiración para, años después, desarrollar su famosa tesis científica, la teoría de la evolución de las especies, en abierta oposición a la de la “inmutabilidad de las especies”, la cual imperaba en aquella época. En estas barrancas Darwin desenterró los ejemplares tipo de varias especies de mamíferos extintos: Macrauchenia patachonica, Mylodon darwini, Scelidotherium leptocephalum y Toxodon platensis.
En este predio funcionó el primer faro de Argentina (la Farola Monte Hermoso), si bien duró muy pocos días. Tiempo después se reconvirtió para ser el primero faro terrestre de ese país.
En sus inmediaciones se encuentran dos sitios históricos relevantes: el Monumento Histórico Nacional Baterías, y el llamado pisadero de Pehuen Co, un conjunto de huellas fósiles de primitivos amerindios junto a la de megafauna de mamíferos extintos del cuaternario.

## Riqueza biológica
Ecorregionalmente pertenece a la ecorregión terrestre pampas semiáridas.
Las aguas litorales que la bañan se incluyen en la ecorregión marina plataforma Uruguay–Buenos Aires.
Sus aguas dulces se incluyen en la ecorregión de agua dulce drenajes bonaerenses.

### Flora
Según la clasificación de Ángel Lulio Cabrera, fitogeográficamente pertenece al distrito fitogeográfico pampeano austral de la provincia fitogeográfica pampeana, con algunas manifestaciones marginales del distrito fitogeográfico del caldén, perteneciente a la provincia fitogeográfica del espinal.